# La Tagnière
La Tagnière là một xã ở tỉnh Saône-et-Loire trong vùng Bourgogne-Franche-Comté nước Pháp.

## Thông tin nhân khẩu
Theo điều tra dân số năm 1999, xã này có dân số 227.
Dân số năm 2004 ước khoảng 268 người.